# HD 66141
HD 66141 (13 Pup) — двойная звезда в созвездии Малого Пса. Расстояние до Земли — приблизительно 261 световой год.
HD 66141 — оранжевый гигант спектрального класса К с видимой звёздной величиной 4,39. Невооружённым глазом звезда видна только в ясную звёздную ночь. Находится в южной части созвездия, вблизи созвездия Единорога.

## Планетная система
В 2012 году группой корейских астрономов из обсерватории Бохёнсан (Bohyunsan Optical Astronomy Observatory) было объявлено об открытии планеты HD 66141 b в системе. Это газовый гигант, превосходящий Юпитер по массе в 6 раз. Планета обращается на расстоянии 1,2 а. е. от родительской звезды, совершая полный оборот за 480 суток. Открытие планеты было совершено с помощью метода доплеровской спектроскопии.